# Franz Spliedt
Franz Spliedt (* 18. Januar 1877 in Hamburg; † 18. Oktober 1963 ebenda) war ein deutscher  Gewerkschafter und Politiker (SPD).

## Leben und Wirken

### Kaiserreich und Weimarer Republik (1877 bis 1933)
Spliedt besuchte von 1883 bis 1891 die Volksschule in Hamburg. Von 1891 bis 1893 absolvierte er eine Tapeziererlehre. In den 1890er Jahren trat er in die Sozialdemokratische Partei Deutschlands (SPD) ein. In den Jahren 1901 bis 1902 lebte Spliedt in England. 1905 heiratete er. Im selben Jahr wurde er hauptamtlicher Funktionär der Tapezierer- und Sattlergewerkschaft, deren Vorsitz er 1909 übernahm. Ab 1916 nahm Spliedt als Armierungssoldat am Ersten Weltkrieg teil, in dem er an der Ostfront eingesetzt wurde.
In den 1920er Jahren machte Spliedt sich einen Namen als einer der führenden deutschen Sozialpolitiker. So hatte er unter anderem auch Anteil an der Schaffung des Gesetzes über Arbeitsvermittlung und Arbeitslosenversicherung. 1921 kam Spliedt als Mitarbeiter ins Büro des Allgemeinen Deutschen Gewerkschaftsbundes (ADGB). 1927 wurde Spliedt Mitglied des Vorstandes der Reichsanstalt für Arbeitsvermittlung und Arbeitslosenversicherung, in deren Verwaltungsrat er seit 1922 saß. 1931 wurde er Mitglied im Vorstand des ADGB.
Bei der Reichstagswahl Juli 1932 wurde Spliedt als Kandidat der SPD für den Wahlkreis 4 (Potsdam I) in den Reichstag gewählt. Nachdem sein Mandat bei der Wahl vom November desselben Jahres bestätigt wurde, gehörte er dem Parlament der Weimarer Republik bis zu den Wahlen vom März 1933 an.

### NS-Zeit und Nachkriegszeit (1933 bis 1963)
Nach der Machtergreifung der Nationalsozialisten verlor Spliedt seinen Arbeitsplatz und wurde zeitweise in Haft genommen.
1945 wurde Spliedt abermals Mitglied der nach dem Krieg neugegründeten SPD sowie Vorsitzender des Verwaltungsausschusses der Freien Gewerkschaft Hamburg. Ferner saß er im Zonenbeirat der Britisch Besetzten Zone (BBZ). Ein Jahr später, 1946, übernahm er den Vorsitz über den Gewerkschaftsausschuss Hamburg. Im selben Jahr wurde er Mitglied der Ernannten Hamburger Bürgerschaft und war dort Mitglied der Gewerkschaftsfraktion. In der ersten frei gewählten Bürgerschaft im Oktober 1946 saß er bereits nicht mehr. Größeres Aufsehen erregte er mit seinem „Hungerappell“ an das Ausland, und im Besonderen die Vereinigten Staaten, in dem er auf die katastrophale Ernährungslage in Deutschland sowie auf den moralischen und materiellen Verfall der deutschen Wirtschaft hinwies.
In den folgenden Jahren trat Spliedt öffentlich als Kritiker der ostdeutschen Entnazifizierung – der er vorwarf, in Westdeutschland als „Schuldige“ eingestufte nützliche Personen als „Unbelastete“ aufzunehmen, wenn sie in den Osten übersiedelten – und der dortigen Bodenreform hervor. Ferner verlieh er einem traditionellen Frauenverständnis Ausdruck, als er die britische Militärregierung ersuchte, sicherzustellen, dass der Frauenschutz auf dem Arbeitsmarkt gewahrt bleibe, damit die Frau als „Mutter und Erhalterin des deutschen Volkes [...] keinen Schaden erleide“.
Von 1950 bis 1952 war Spliedt Redakteur der Zeitschrift Welt der Arbeit, daneben auch Hauptschriftleiter des Gewerkschaftsorgans Der Bund. Außerdem war er Mitbegründer und Gesellschafter des Bund-Verlages.
Im Gewerkschaftshaus Hamburg hängt ein Ölbild von Franz Spliedt, Maler Walter Pöhls 1953. Daneben ist eine Gedenktafel angebracht.

## Auszeichnungen
- 1952: Großes Verdienstkreuz der Bundesrepublik Deutschland
- Der DGB benannte ein früheres Jugendheim und Bildungseinrichtung in Lütjensee nach Franz Spliedt.
- 1966: Benennung des Spliedtrings im Hamburger Stadtteil Billstedt.[4]

## Schriften
- Die Entwicklung der Arbeitsbedingungen im deutschen Tapezierergewerbe, s.l.e.a.
- Das Problem der Arbeitslosenversicherung in Deutschland, Berlin 1925.
- Gesetz über Arbeitsvermittlung und Arbeitslosenversicherung vom 16. Juli 1927, abgeändert durch Artikel 4 des Gesetzes über die Krankenversicherung der Seeleute vom 16. Dez. 1927 (RGBl. I S. 337) und durch Gesetz über die Weitergeltung von Übergangsbestimmungen in der Arbeitslosenversicherung und in die Krisenunterstützung vom 23. März 1828 [vielmehr 1928] (RGBl. I S. 109) und durch Gesetz über eine Sonderfürsorge bei berufsübliche Arbeitslosigkeit vom 24. Dez. 1928, 1928.
- Die Arbeitslosenversicherung der Hausgewerbetreibenden und Heimarbeiter, Berlin 1931.
- Die Versorgung der Arbeitslosen nach dem neuesten Stande der Gesetzgebung, Berlin 1932.
- Verordnung über die Kurzarbeiterunterstützung vom 30. Oktober 1928 in der Fassung der Verordnung vom 5. November 1930, Berlin 1931.
- Die Gewerkschaften. Entwicklung und Erfolge. Ihr Wiederaufbau nach 1945, Hamburg 1948.